# Jedvovca
Jedvovca (nem. Pyramidenkogel) je  850 m visoka gora na Gurah  južno od  Vrbskega jezera  na avstrijskem južnem Koroškem v občini Hodiše  . 

## Geografska lega
Greben Jedvovce se nahaja južno od Vrbskega jezera in severno od Hodiške doline jezer, ki je bil leta 1970 razglašena za zavarovano krajinsko območje. 
Območje je del nizkega gorovja Gur, ki tvori gozdnato gričevnato območje na jugu  Celovške kotline, med Vrbskim jezerom in Celovškim poljem na severu ter Rožem  ter Dravo na jugu.

## Razgledni stolp na Jedvovci
Leta 1950 je občina Hodiše dala na Jedvovco postaviti 27 metrov visok lesen razgledni stolp. Leta 1957 je bil zgrajen tudi oddajnik Jedvovca (nem.  Pyramidenkogel). Med letoma 1966 in 1968 so leseni stolp nadomestili z razglednim stolpom iz armiranega betona, visokim približno 54 metrov.
Desetletja pozneje, ko se je nujna prenova razglednega stolpa zdela predraga, je bil postavljen cilj zgraditi novega.
Na arhitekturnem natečaju je zmagal projekt celovškega arhitekturnega biroja Markus Klaura in Dietmar Kaden ter gradbenega inženirja Markusa Lacknerja ter je predvideval približno 100 metrov visok stolp v obliki elegantno ukrivljenega vijaka iz lesa in jekla.
Po sedmih letih načrtovanja so 31. oktobra 2012 položili temeljni kamen za nov razgledni stolp, ki so ga odprli 19. junija 2013. Osnovna stavba z restavracijo tvori sklop? s stolpom. Z njega je dober razgled na Vrbsko jezero in tudi velik del osrednje Koroške.
Najvišji leseni razgledni stolp na svetu (100 m), vključno z oddajnim stebrom, je odprt vse leto in ima tudi najvišji zgrajeni? tobogan v Evropi (52 m?). 

## Galerija slik
- stari razgledni stolp
- novi razgledni stolp
- vrh Jedvovce z razglednim stolpom
- pogled na Vrbsko jezero
- tobogan in stopnice

## Spletne povezave
- spletna stran obrata Jedvovca
- spletna stran Dietmar Kaden
- spletna stran Markus Klaura
- Jedvovca na Structurae
- Jedvovca na Structurae* Website Aussichtsturm Pyramidenkogel